# Stjepan II. Cupilli
Stjepan II. Cupilli (lat. Stephanus Cupillus, tal. Stefano Gaspare Cupilli) (Venecija, 19. studenoga 1659. – Split, 11. prosinca 1719.), talijanski svećenik, trogirski biskup (1699. – 1708.), te splitski nadbiskup i primas Dalmacije i čitave Hrvatske (1708. – 1719.).
Redovnik somask, došao je na poziv nadbiskupa Stjepana Cosmija 1698. u Split gdje je pomogao u osnivanju sjemeništa. Kao trogirski biskup obnovio je župe i crkve na području oslobođenom od Turaka.
Kada je imenovan splitskim nadbiskupom 1708. godine planirao je pohod svojom nadbiskupijom koji je započeo početkom sljedeće godine. Reorganizirao je sjemenišnu školu, poticao rad glagoljaškog sjemeništa i uporabu hrvatskog jezika, koji je sam dobro naučio. Vicko Zmajević mu je zamjerao što nije učestvovao u suzbijanju utjecaja srpskog pravoslavnog vladike u Dalmaciji, Stefana Ljubibratića.